# CA-307
La CA-307 es una carretera autonómica de Cantabria perteneciente a la Red Local y que une las localidades de Herrera y Camargo.

## Nomenclatura

Indicador

Su nombre está formado por las iniciales CA, que indica que es una carretera autonómica de Cantabria, y el dígito 307 es el número que recibe según el orden de nomenclaturas de las carreteras de la comunidad autónoma. La centena 3 indica que se encuentra situada en el sector comprendido entre la costa al norte, la carretera nacional N-634 al sur, el límite con el Principado de Asturias al oeste y la carretera nacional N-623 al este.

## Historia
Su denominación anterior era SV-4443.
Hasta la construcción de la autovía Ronda de la Bahía de Santander S-30, el inicio de esta carretera se producía en una intersección con la carretera CA-308 situada en la ubicación actual de la rotonda.

## Trazado actual
Tiene su origen en la rotonda sobre la S-30, en el enlace de Piedras Blancas, donde también conecta la CA-308 y su final en la intersección con la CA-240 en Camargo  ambas localidades situadas en el término municipal de Camargo, municipio por el que discurre la totalidad de su recorrido de 2,4 kilómetros.
En la parte inicial de su recorrido, atraviesa la zona de la Cantera La Verde, perteneciente a la empresa de hormigones Candesa. Al final del trazado y en su margen este, se sitúa las instalaciones deportivas municipales de Camargo.
Su inicio se sitúa a una altitud de 9 m s. n. m. y el fin de la vía está situada a 27 m s. n. m.
La carretera tiene dos carriles, uno para cada sentido de circulación. El ancho de los carriles es de 7 m en hasta la glorieta de acceso a la cantera reduciéndose a 6 m a partir de dicho punto.
En cuanto a los arcenes, el tramo inicial posee sendos arcenes de 1,5 m a cada lado, siendo sustituidos por aceras hasta llegar a la cantera. Entre la entrada a la cantera y el núcleo de Camargo, la carretera carece de arcén. Dentro de la población, la vía dispone de aceras.
La carretera se halla iluminada en las proximidades del enlace con la S-30 y en el núcleo de Camargo.

## Actuaciones
El IV Plan de Carreteras contempla el refuerzo del firme en toda la longitud de la vía.

## Transportes
No hay líneas de transporte público que recorran la carretera CA-307.

## Recorrido y puntos de interés
En este apartado se aporta la información sobre cada una de las intersecciones de la CA-307 así como otras informaciones de interés.
| Esquema                    | PK  | Sentido Camargo (creciente) | Sentido Camargo (creciente) | Sentido Camargo (creciente) | Sentido Camargo (creciente) | Sentido Herrera (decreciente)        | Sentido Herrera (decreciente) | Sentido Herrera (decreciente) | Sentido Herrera (decreciente) | Incidencias |
| Esquema                    | PK  | Velocidad                   | Elemento                    | Salida                      | Salida                      | Salida                               | Salida                        | Elemento                      | Velocidad                     | Incidencias |
| Esquema                    | PK  | Velocidad                   | Elemento                    | Dir.                        | Nombre                      | Nombre                               | Dir.                          | Elemento                      | Velocidad                     | Incidencias |
| -------------------------- | --- | --------------------------- | --------------------------- | --------------------------- | --------------------------- | ------------------------------------ | ----------------------------- | ----------------------------- | ----------------------------- | ----------- |
|                            | 0,0 |                             |                             |                             | CA-307 CAMARGO              | S-30 BILBAO Cabárceno                |                               |                               |                               |             |
| N-623 CA-308 REVILLA       | 0,0 |                             |                             |                             | CA-307 CAMARGO              |                                      |                               |                               |                               |             |
| S-30 SANTANDER TORRELAVEGA | 0,0 |                             |                             |                             | CA-307 CAMARGO              |                                      |                               |                               |                               |             |
| CA-308 HERRERA IGOLLO      | 0,0 |                             |                             |                             | CA-307 CAMARGO              |                                      |                               |                               |                               |             |
|                            | 0,3 |                             |                             |                             | Cantera                     | Cantera                              |                               |                               |                               |             |
|                            | 1,2 |                             |                             | CAMARGO                     | CAMARGO                     | CAMARGO                              | CAMARGO                       |                               |                               |             |
|                            | 2,3 |                             |                             |                             | CA-240 REVILLA MALIAÑO      | CA-307 HERRERA                       |                               |                               |                               |             |
|                            | 2,3 | CA-240 ARCE                 |                             |                             |                             | CA-307 HERRERA                       |                               |                               |                               |             |
|                            | 2,3 |                             |                             |                             | CA-240 REVILLA MALIAÑO      | CA-307 HERRERA Iglesia de San Miguel |                               |                               |                               |             |
|                            | 2,3 | CA-240 ARCE                 |                             |                             |                             | CA-307 HERRERA Iglesia de San Miguel |                               |                               |                               |             |